# Il ventre dell'architetto
Il ventre dell'architetto (The Belly of an Architect) è un film del 1987 diretto da Peter Greenaway.

## Trama
L'architetto americano Stourley Kracklite arriva a Roma con la giovane moglie incinta, Louisa, per organizzare una mostra di architettura dedicata ai progetti di Étienne-Louis Boullée. Durante il suo soggiorno scopre di soffrire di una forma terminale di cancro al pancreas. Cerca di cancellare dalla sua mente il dramma che lo ha colpito, ma gli unici sollievi alla sua disgrazia sono il pensiero del bambino che sta per nascere e la sensazione che le pietre della Città Eterna minimizzino l'importanza di ogni destino individuale.
Nodi centrali del film divengono ben presto le riflessioni dell'architetto statunitense sui monumenti che lo circondano e che pongono in una prospettiva più acuta la sofferenza individuale: nel corso della storia l'uomo si circonda in modo maniacale di immagini riproducenti ventri di statue celebri.
Mentre l'architetto è sempre più solo e inizia a perdere il lume della ragione (scrive lettere a Boullée e fa scenate in pubblico) la moglie diviene l'amante di un giovane italiano che riesce anche ad estromettere Kracklite dall'organizzazione. Louise sostituisce il marito nel discorso inaugurale della mostra, ma viene colta dalle doglie. Nello stesso momento Kracklite si getta dal Vittoriano, uccidendosi.

## Produzione
L'allestimento della mostra su Boullée mostrata nel film fu ideato da Costantino Dardi.

## Accoglienza
Presentato in concorso al 40º Festival di Cannes, Rotten Tomatoes esprime un ragguardevole rating del 91%.